# Ребека Уест
Ребека Уест (на английски: Rebecca West) е английска журналистка, писателка и литературен критик.

## Биография и творчество
Родена е през 1892. Умира на 15 март 1983 в Лондон. Истинското ѝ име е Сесили Изабел Феърфийлд.
Тя има свободен дух, като през периода 1913 – 1923 живее тайно с Хърбърт Уелс. Също така има и син, който се казва Антъни Уест.

## Произведения

### Самостоятелни романи
- The Judge (1922)[2]
- Harriet Hume (1929)
- The Thinking Reed (1936)
Мислещата тръстика, изд.: ИК „Невен“, София (1998), прев. Невена Благоева-Баракова, Камелия Борисова Василева
- Geronimo Wolf of the Warpath (1958)
- The Vassall Affair (1963)
- The Birds Fall Down (1966)
- A Grave and Reverend Book (1966)
- Ending in Earnest; a Literary Log (1967)
- The Return of the Soldier (1970)
- Sunflower (1986)
- The Sentinel (2001)

### Серия „Братовчедът Розамунд“ (Cousin Rosamund)
1. The Fountain Overflows (1956)
2. This Real Night (1984)
3. Cousin Rosamund (1985)

### Документалистика
- Henry James (1916)
- The Strange Necessity (1928)
- D. H. Lawrence (1930)
- A Letter from Abroad (1930)
- Arnold Bennett Himself (1931)
- Saint Augustine (1933)
- Rebecca's Cookbook (1942)
- Black Lamb and Grey Falcon (1943)
- The New Meaning of Treason (1947)
- The Meaning of Treason (1949)
- A Train of Powder (1955)
- The Court and the Castle (1958)
- McLuhan and the Future of Literature (1969)
- A Celebration (1977)
- The Young Rebecca (1982)
- Family Memories (1987)
- Survivors in Mexico (2003)